# Vassgöl (Hjorteds socken, Småland, 639520-152800)
Vassgöl är en sjö i Västerviks kommun i Småland och ingår i Botorpsströmmens huvudavrinningsområde.